# Malocampa paramaribena
Malocampa paramaribena är en fjärilsart som beskrevs av William Schaus 1906. Malocampa paramaribena ingår i släktet Malocampa och familjen tandspinnare. Inga underarter finns listade i Catalogue of Life.